# Pandanus farakoensis
Pandanus farakoensis är en enhjärtbladig växtart som beskrevs av Huynh. Pandanus farakoensis ingår i släktet Pandanus och familjen Pandanaceae.
Artens utbredningsområde är Mali. Inga underarter finns listade.